# Гаубе (озеро)
Гаубе (фр. Lac de Gaube) — озеро у французьких Піренеях, у департаменті Верхні Піренеї, поблизу міста Котере.

## Назва
Назва озера є тавтологічною, у цьому ґаубе на гасконській мові означає «озеро», отже, назва місцевості «Озерне озеро».

## Геологія
Берегова лінія та навколишні схили вкриті різними льодовиковими породами.

## Доступ
До озера можна дістатися за годину пішки через ліс або на канатній дорозі від Пон-д'Іспанського мосту (Pont d'Espagne) [що?] в долині Котере. Він славиться своєю панорамою і відносною легкістю доступу. Це відправна точка для багатьох пішохідних походів; його лівий берег вистелений GR 10, що веде до приток річки Гаубе.